# Jiangheliu
Jiangheliu (kinesiska: 洚河流, 洚河流镇) är en köping i Kina. Den ligger i provinsen Hebei, i den norra delen av landet, omkring 240 kilometer söder om huvudstaden Peking. Antalet invånare är 26 515. Befolkningen består av 13 028 kvinnor och 13 487 män. Barn under 15 år utgör 18,0 %, vuxna 15-64 år 73 %, och äldre över 65 år 8,0 %.
Genomsnittlig årsnederbörd är 770 millimeter. Den regnigaste månaden är juli, med i genomsnitt 294 mm nederbörd, och den torraste är mars, med 4 mm nederbörd.